# Fredrika Wennberg
Johanna Fredrika Wennberg, född Wigström 29 februari 1816 i Stockholm, död 1904, var en svensk författare och poet. Hon använde signaturerna: F. W. och Fredrika W......g. 

## Biografi
Fredrika Wennbergs far var sjökaptenen Mikael Wigström och mor Johanna Westerberg. Fadern förliste med sitt fartyg och omkom då hon var två år gammal. Därefter präglades hemmet av sorg och umbäranden och hon blev tidigt även moderlös. Hon vistades därefter mestadels hos mormodern Kristina Rundqvist. Vid sidan om att lära sig hushållsbestyr var hennes käraste sysselsättning att skriva vers och berättelser.
Fredrika Wennberg gifte sig 1844 med en tjänsteman vid järnvågen i Stockholm, August Wennberg. Då han upptäckt makans fallenhet för författarskap, uppmuntrade han henne på alla sätt och hjälpte henne att få styckena publicerade. För en födelsedagsdikt till Lovisa av Sverige fick hon av kungen en guldbrosch och för en dikt till drottning Desideria 1852 fick hon fick ett guldcylinderur.
Författarens första följetong skrevs 1851 på uppmaning av Kalmarpostens redaktör och infördes året därpå i den och flera andra tidningar under titeln Grefvarne D., far och son. Därefter skrev hon större och mindre berättelser, med titlar som En hemlighet eller dold svartsjuka, Angelika, Tiggarflickan och De så kallade rika för publicering i olika tidningar, tidskriften Året om samt kalendrarna Svea, Freja, Vildblomman och Förgät mig ej. Hon använde flera olika signaturer såsom Fredrika, F. och författarinnan till Handtverkaren och Tvänne brudar. 
Fredrika Wennbergs man drabbades av en långvarig sjukdom som slutade med döden 1860. Därefter ägnade hon sig mera stadigvarande åt författarskapet och 1865 utkom Handtverkaren som bok med hennes verkliga namn som upphov. Därpå följde novellsamlingarna Julbilder och Myrten och silfver. 
Då Wennberg fyllt 66 år blev hon ombedd av en vän, prästhustrun i Brännkyrka församling Mathilda Rolén, att åta sig föreståndarskapet för den nyinrättade Hushållsskolan i Brännkyrka. Hon skötte den sysslan ända fram till år 1894 då hon var 78 år.